# Bian Jing
Dans ce nom chinois, le nom de famille, Bian, précède le nom personnel Jing.
Bian Jing (en chinois : 边静), née le 10 mars 1988 à Xuzhou, est une escrimeuse handisport chinoise, pratiquant l'épée et le sabre en catégorie A (athlètes avec équilibre du tronc). Née sans handicap, elle a disputé l'escrime en fauteuil à l'âge de 20 ans, avant de devenir vice-championne paralympique à l'épée, puis championne paralympique au sabre.

## Palmarès
- Jeux paralympiques
  -  Médaille d'or au sabre individuel aux Jeux paralympiques de 2020 à Tokyo
  -  Médaille d'or à l'épée par équipes aux Jeux paralympiques de 2020 à Tokyo
  -  Médaille d'argent à l'épée individuelle aux Jeux paralympiques de 2016 à Rio de Janeiro
  -  Médaille de bronze à l'épée individuelle aux Jeux paralympiques de 2020 à Tokyo

- Championnats du monde
  -  Médaille d'or au sabre individuel aux championnats du monde 2019 à Cheongju
  -  Médaille d'or au sabre par équipes aux championnats du monde 2019 à Cheongju
  -  Médaille d'or à l'épée par équipes aux championnats du monde 2019 à Cheongju
  -  Médaille d'or au sabre individuel aux championnats du monde 2013 à Budapest
  -  Médaille d'argent à l'épée individuelle aux championnats du monde 2019 à Cheongju
  -  Médaille d'argent au sabre individuel aux championnats du monde 2015 à Eger
  -  Médaille d'argent au fleuret individuel aux championnats du monde 2013 à Budapest
  -  Médaille d'argent au fleuret par équipes aux championnats du monde 2013 à Budapest